# Sint-Barbarakerk (Sint-Jans-Molenbeek)
De Sint-Barbarakerk (Frans: Église Sainte-Barbe) is een rooms-katholiek kerkgebouw in Sint-Jans-Molenbeek, gelegen aan de Hertogin van Brabantplaats 24.
Het betreft een neogotische kerk, gebouwd in 1869 en ontworpen door Van de Wiele. In 1998 werd ze geklasseerd als Brussels monument. De kerk heeft een neogotisch interieur en bezit ook een 17e-eeuws aangekleed Mariabeeld, afkomstig van het Brusselse Sint-Julianusgasthuis.
Het orgel stamt van 1890 en werd gebouwd door Camille Loret.
Het is een driebeukige touw met halfingebouwde slanke portaaltoren. Het portaal is versierd met pinakels en spitse bogen. Kerk en toren zijn voorzien van steunberen en de toren is gedekt met een ingesnoerde naaldspits.